# Kara DioGuardi
Pour les articles homonymes, voir Kara.
Kara Elizabeth DioGuardi est une parolière, compositrice, productrice et chanteuse américaine née à Ossining dans l'État de New York le 9 décembre 1970. Elle a notamment travaillé avec Kelly Clarkson et Céline Dion.

## Biographie
D’origine italienne, Kara DioGuardi est la fille de l'homme politique Joseph J. DioGuardi. Elle grandit à New Rochelle, dans l'État de New York aux États-Unis. Elle étudie à l'université Duke puis travaille pour le magazine Billboard.
Elle est actuellement en couple avec Mike McCuddy.

## Carrière
Dès 1999, Kara DioGuardi devient une des productrices et compositrices les plus recherchées. En 2008, ses créations apparaissent sur plus de 100 millions de disques.
Entre 2009 et 2010 elle est juge de la huitième saison de l'émission American Idol. Par ailleurs, Kara DioGuardi a travaillé avec certains participants des précédentes saisons, comme Kelly Clarkson, Katharine McPhee ou Carrie Underwood.
Elle fait aussi partie depuis 2004 du groupe Platinum Weird en tant que chanteuse, aux côtés de Dave Stewart.
Elle travaille aussi avec Demi Lovato.

## Artistes produits
- Christina Aguilera
- Clay Aiken
- Anastacia
- David Archuleta
- Eva Avila
- Backstreet Boys
- Bardot
- Becky Baeling
- Natasha Bedingfield
- Belinda
- Bo Bice
- Brandy
- Ryan Cabrera
- Cherie
- Kelly Clarkson
- Miley Cyrus
- Kate DeAraugo
- Diana DeGarmo
- Céline Dion
- Hilary Duff
- Eden's Crush
- Lara Fabian
- Diego González
- Delta Goodrem
- Faith Hill
- Paris Hilton
- Vanessa Hudgens
- Enrique Iglesias
- Natalie Imbruglia
- Genta Ismajli
- Jewel
- Jonas Brothers
- Avril Lavigne
- Leona Lewis
- Ali Lohan
- Lindsay Lohan
- Demi Lovato
- Ricky Martin
- Jesse McCartney
- Suzie McNeil
- Katharine McPhee
- Kylie Minogue
- Kelly Osbourne
- Laura Pausini
- Pink
- Billie Piper
- Play
- Puffy AmiYumi
- The Pussycat Dolls
- Raven-Symoné
- RBD
- Ricky-Lee
- Denise Rosenthal
- Santana
- Nicole Scherzinger
- Ashlee Simpson
- Jessica Simpson
- Britney Spears
- Lisa Stansfield
- Gwen Stefani
- Rachel Stevens
- Thalía
- Theory of a Deadman
- Ashley Tisdale
- The Veronicas
- Ánna Víssi

## Discographie

### Albums studio
- 1999 : Mad Doll (avec MaD DoLL)
- 2006 : Make Believe (avec Platinum Weird)
- 2006 : Platinum Weird (avec Platinum Weird)

## Filmographie
- 2010 : Les Simpson (épisode : Moe, moche et méchant) (série TV)